# Kenneth Bianchi
Kenneth Alessio Bianchi (ur. 22 maja 1951 w Rochester) – amerykański seryjny morderca. Bianchi i jego kuzyn, Angelo Buono, są znani jako Dusiciele z Hillside. Razem zamordowali w latach 1977–1979 12 kobiet na terenie Los Angeles oraz Glendale. Bianchi w pojedynkę zabił jeszcze dwie kobiety w Bellingham.
Bianchi i Buono zwabiali ofiary do samochodu podając się za funkcjonariuszy policji w cywilu. Gdy te wsiadały, zabierali je do domu Buono, gdzie były godzinami gwałcone i torturowane. Gdy mieli dość, dusili ofiarę, aż ta nie skonała. Następnie wywozili ciała w odludne miejsca poza miastem.
Pod koniec lat 70. Bianchi i Buono pokłócili się, przez co Bianchi wyjechał z Los Angeles. Zamieszkał w Bellingham, gdzie znalazł pracę. Niedługo po przeprowadzeniu się do Bellingham, Bianchi zamordował dwie młode kobiety. Ofiary powiązano z jego osobą i niedługo później Bianchi został aresztowany. W czasie przesłuchania przyznał się, że jest mordercą z Los Angeles, wydał również wspólnika – swojego kuzyna.
Obaj zostali skazani na karę dożywocia, bez możliwości wcześniejszego wyjścia na wolność. Angelo Buono zmarł w 2002, Bianchi nadal odbywa swoją karę w więzieniu Washington State Penitentiary.
Podejrzewa się, że Bianchi mógł być tzw. Alfabetycznym mordercą – sprawcą niewyjaśnionych morderstw popełnionych w latach 1971–1973 w jego rodzinnym Rochester.

## Ofiary Bianchiego
| Lp. | Ofiara             | Wiek | Data morderstwa      | Miejsce morderstwa |
| --- | ------------------ | ---- | -------------------- | ------------------ |
| 1.  | Yolanda Washington | 19   | 17 października 1977 | Los Angeles        |
| 2.  | Judith Ann Miller  | 15   | 31 października 1977 | Glendale           |
| 3.  | Elissa Kastin      | 21   | 6 listopada 1977     | Glendale           |
| 4.  | Dolores Cepeda     | 12   | 13 listopada 1977    | Los Angeles        |
| 5.  | Sonja Johnson      | 14   | 13 listopada 1977    | Los Angeles        |
| 6.  | Kristina Weckler   | 20   | 20 listopada 1977    | Glendale           |
| 7.  | Jane King          | 28   | 23 listopada 1977    | Los Angeles        |
| 8.  | Lauren Wagner      | 18   | 29 listopada 1977    | Glendale           |
| 9.  | Kimberly Martin    | 17   | 14 grudnia 1977      | Los Angeles        |
| 10. | Cindy Hudspeth     | 20   | 16 lutego 1978       | Los Angeles        |
| 11. | Karen Mandic       | 22   | 11 stycznia 1979     | Bellingham         |
| 12. | Diane Wilder       | 27   | 11 stycznia 1979     | Bellingham         |